# Volvulella minuta
Volvulella minuta is een slakkensoort uit de familie van de Rhizoridae. De wetenschappelijke naam van de soort is voor het eerst geldig gepubliceerd in 1885 door Bush.